# 개아과
개아과(학명: Caninae)는 개과의 아과 중 하나이다. 개아과의 많은 종이 북미의 풍토병으로 인해 3400만년에서 11,000년 전 사이에 멸종하였다. 북미에서 발병한 일부 개아과들은 현재까지도 살아남아 있다. 이 아과는 최근 Tedford, Wang, and Taylor (2009)에 의해 개정되었다. 더 많은 보로파구스나 헤스페로크욘니에네등 개과의 아과는 멸종하였다.
현재 생존한 개아과의 동물들에는 다음과 같다.
- 회색여우속 (여우에 근접)
  - 박쥐잡이늑대 (Otocyon megalotis)
- 너구리속
  - 너구리 (Nyctereutes procyonoides)

## 추가 자료
- Xiaoming Wang, Richard H. Tedford, Mauricio Antón, Dogs: Their Fossil Relatives and Evolutionary History, New York : Columbia University Press, 2008; ISBN 978-0-231-13528-3